# Фер, Гертруда
Гертруда Фер (нем. Gertruda Ferh, 1895—1996) — немецкий фотограф, основательница школы фотографии «Ecol Fehr».

## Творчество
Фер занималась изучением фотографии в студии Эдуарда Восоу, а также в Мюнхене в Баварском государственном институте фотографии. После чего до 1933 года она управляла студией театрально-портретной фотографии в Швабском районе Мюнхена. В период нацистской Германии она переехала в Париж, там совместно с мужем, художником Жюлем Фером, открыли свою школу фотографии. Находясь во Франции, она попала под влияние парижского мира искусств. Гертруда проявляла интерес к творчеству Мана Рэя, который в свою очередь порекомендовал ей попробовать себя в других видах техники — соляризации, коллажах и абстракции. Обстоятельства военного времени вынудили Фер закрыть школу, но по приезде в Швейцарию она основала новую школу, назвав её Школой Фер.
В 1945 году Гертруда передала школу городу Веве в котором она находилась. Там же она продолжала преподавать следующие 15 лет. Среди её учеников были такие успешные фотографы, как Моника Жако, Иван Далайн и Жанлу Сьефф. С 1960 года она ограничила свою деятельность свободной фотографии, уделив большую часть времени в основном портретной съёмке. Её творчество долгое время оставалось в тени. Но всё же выставки в Мюнхенском музее и музее Людвига в Кёльне вновь привлекли внимание немецкой публики.